# Afriscrobs turtoni
Afriscrobs turtoni is een slakkensoort uit de familie van de Anabathridae. De wetenschappelijke naam van de soort is voor het eerst geldig gepubliceerd in 1915 door Bartsch.